# Hemikyptha punctata
Hemikyptha punctata är en insektsart som beskrevs av Fabricius 1775. Hemikyptha punctata ingår i släktet Hemikyptha och familjen hornstritar. Inga underarter finns listade i Catalogue of Life.